# درو بينيت
درو بينيت (بالإنجليزية: Drew Bennett)‏ هو لاعب كرة قدم أمريكية أمريكي، ولد في 26 أغسطس 1978 في بيركيلي في الولايات المتحدة.

## وصلات خارجية
- درو بينيت على موقع مرجع كرة القدم المحترفة.كوم (الإنجليزية)
- درو بينيت على موقع IMDb (الإنجليزية)